# Arpa
Arpa také zvaná Východní Arpačaj (arménsky Արփա, ázerbájdžánsky Arpaçay) je řeka v Arménii a v Nachičevanské autonomní republice v Ázerbájdžánu. Je dlouhá 128 km. Povodí má rozlohu 2 630 km².

## Průběh toku
Pramení na svazích Zangezurského hřbetu v Náhorním Karabachu. Na středním toku protéká mezihorskou kotlinou. Je to levý přítok Araksu.

## Využití
Voda se využívá na zavlažování, v důsledku čehož řeka v létě nedotéká do Araksu. Na horním toku se nacházejí lázně Džermuk. Byl vybudován tunel dlouhý 48,6 km, kterým může protékat voda z řeky do jezera Sevan.